# Kornburg

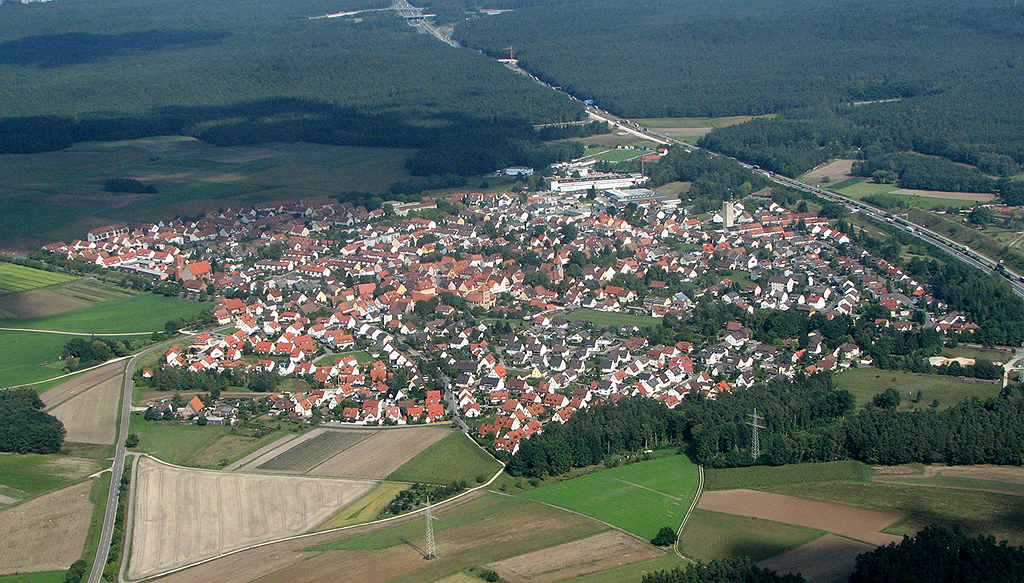
Luftbild Richtung Osten, September 2008

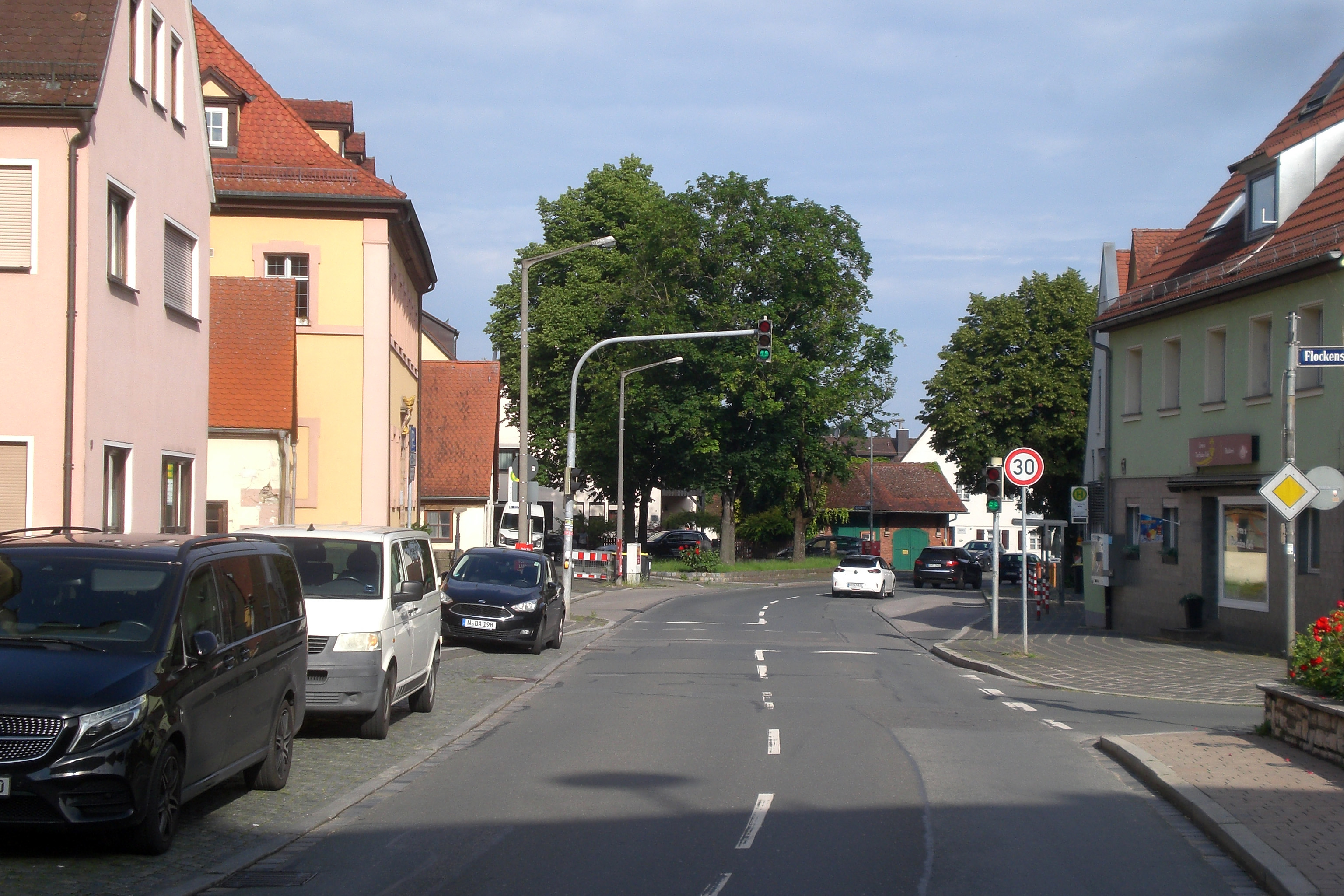
Ortsstraße (2024)

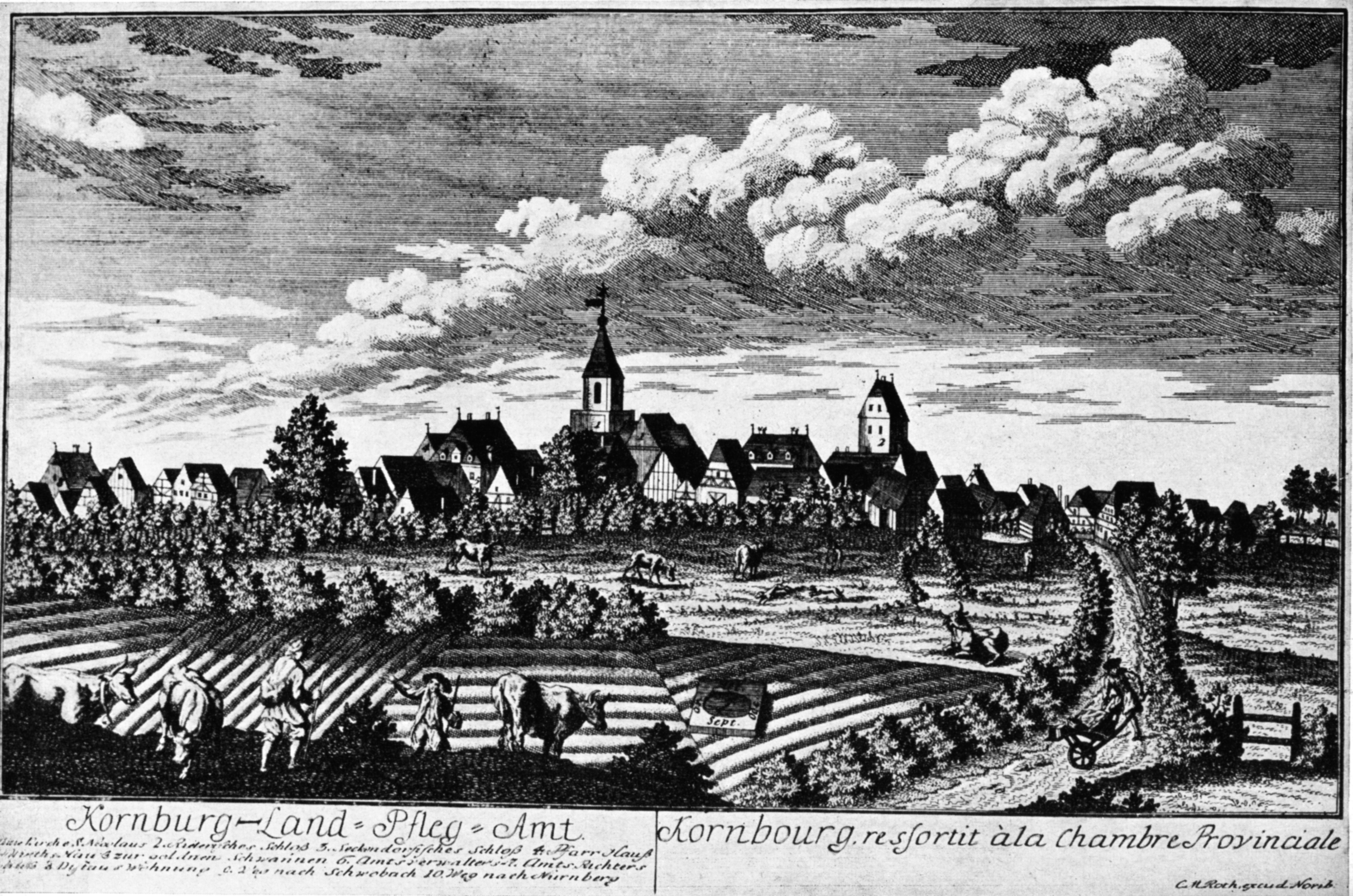
Kornburg, um 1750

Kornburg (fränkisch: Koanbuach) ist ein Gemeindeteil der kreisfreien Stadt Nürnberg (Mittelfranken, Bayern) und der Name der Gemarkung 3438. Kornburg liegt im Süden Nürnbergs innerhalb des statistischen Bezirks 49 Kornburg, Worzeldorf. Bis zum 30. Juni 1972 war Kornburg eine Marktgemeinde.

## Geographie
Im Osten und Süden bildet die Nürnberger Stadtgrenze die Stadtteilgrenze. Der Ort besteht aus den zwei Stadtdistrikten 494: Kornburg im Osten sowie dem westlichen 495: Kornburg, Worzeldorf (Ritterholz). Im Süden tangiert die Bundesautobahn 6 den Ort, im Osten verläuft der Ludwig-Donau-Main-Kanal. Die Staatsstraße 2406 führt nach Worzeldorf (1,7 km nördlich) bzw. die A 6 unterquerend nach Kleinschwarzenlohe (1,7 km südöstlich). Die Staatsstraße 2407 führt den Main-Donau-Kanal überbrückend nach Katzwang (3 km westlich). Eine Gemeindeverbindungsstraße führt nach Herpersdorf zur Kreisstraße N 1 (2 km nordwestlich).

## Chronik

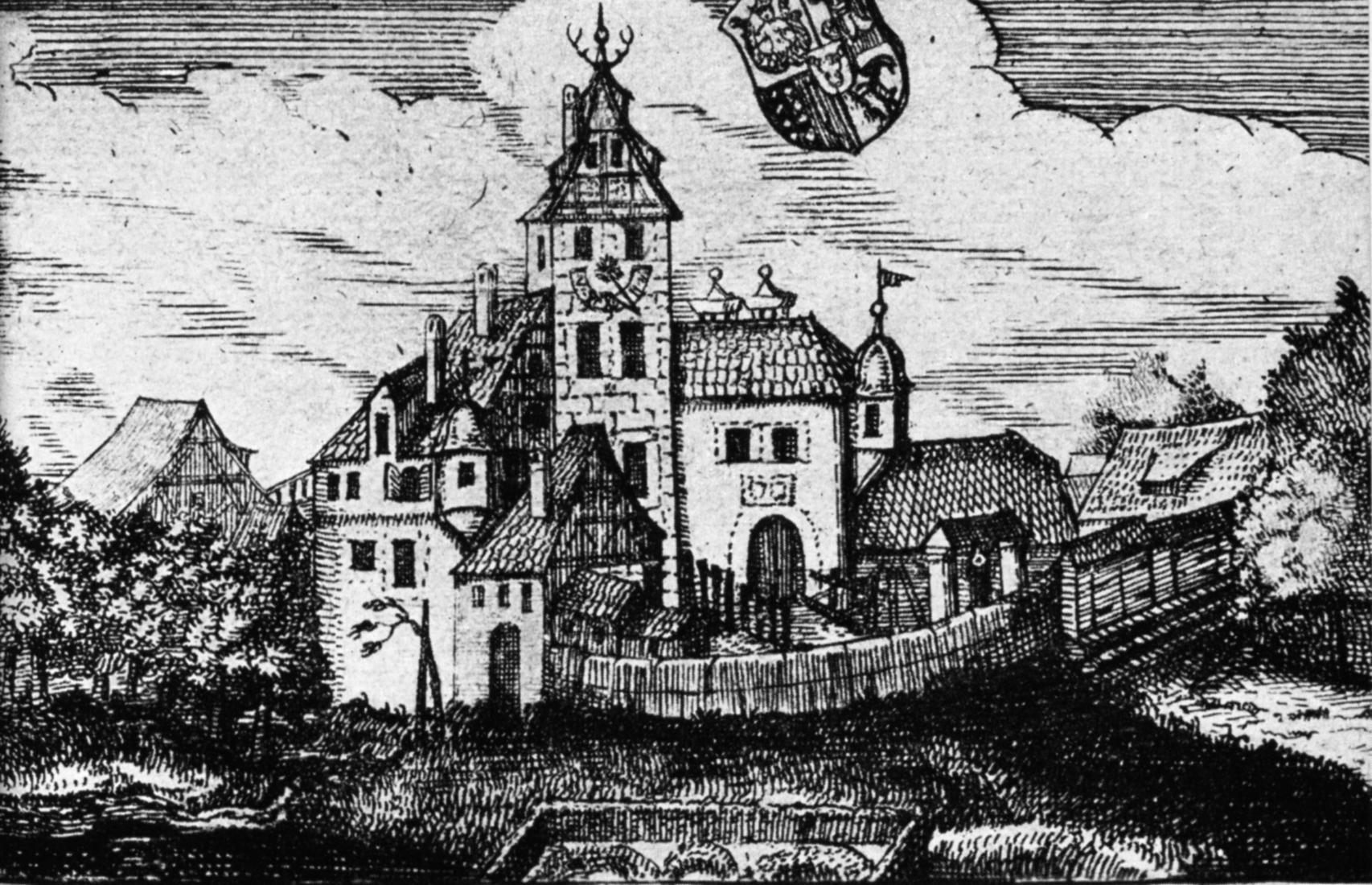
Das Kornburger Schloss (1624)

- 1236: Erste urkundliche Erwähnung als Sitz des Reichsministerialen Chunradus de Chvrenburg (von Kornburg)
- 1288: Bau des Kornburger Wasserschlosses
- 1347: Erstmalige Erwähnung Kornburgs als Gerichtssitz
- 1364: Verleihung der Marktrechte
- 1388: Zerstörung des Kornburger Schlosses im Städtekrieg und anschließender Wiederaufbau
- 1422 Übergang der Grundherrschaft durch Heirat an die von Seckendorff
- 1447 Verkauf des reichsritterlichen Lehens an die Nürnberger Patrizierfamilie Rieter
- 1449: Zerstörung des Kornburger Schlosses im Ersten Markgrafenkrieg
- 1552: Zerstörung des Kornburger Schlosses im Zweiten Markgrafenkrieg
- 1632: Kornburg, das Schloss und die Kirche wurden im Dreißigjährigen Krieg erheblich zerstört
- 1753: Die Rieter von Kornburg sterben aus, die vereinigten Grundherrschaften Kornburg und Kalbensteinberg gehen an die Rieter-Stiftung über, eine Vorschickung zugunsten des Nürnberger Heilig-Geist-Spitals
- 1792: Übergang Kornburgs an Preußen
- 1806: Übergang Kornburgs an Bayern
- 1812: die Rieter-Stiftung verkauft Schloss und Grundherrschaft
- 1972: Eingemeindung nach Nürnberg

## Geschichte
Der Ort wurde 1236 als Sitz des Reichsministerialen „Chunradus de Chvrenburc“ erstmals urkundlich erwähnt. Der Name leitet sich vermutlich vom Kornberg ab. Der Höhenzug erstreckt sich nördlich von Kornburg von Wendelstein nach Worzeldorf. In seinen Steinbrüchen wurden schon zu karolingischer Zeit gute Mühlsteine für die Wassermühlen gebrochen. Der mittelhochdeutsche Name für den Mühlstein und die Mühle war Kurn, Kürn oder Kürne.
Burggraf Friedrich II. verlieh dem Butigler (Reichsgutverwalter/Mundschenk) Konrad von Kornburg für seine Verdienste als erbliches Lehen Kornburg, den Wald, den Berg (Kornberg mit den wertvollen Quarzitsandsteinbrüchen) und alles, was dazugehörte.
Die Nürnberger Burggrafen aus dem Geschlecht der Hohenzollern, die 1342–1717 das Richteramt in Kornburg ausübten, verliehen dem Reichsdorf 1364 die Marktgerechtigkeit. Anfangs umschloss eine behelfsmäßige Befestigung den Markt. 1288 (oder früher) wurde die Burg erbaut. Im 14. Jahrhundert befand sich Kornburg kurzfristig im Besitz der Küdorfer, einem aus der Ministerialität stammenden Patriziergeschlecht. Durch Heirat fiel Kornburg 1405 an die von Hohenfels und 1422 an Hans von Seckendorff. Dessen Sohn, Jörg von Seckendorff, verkaufte die Grundherrschaft, Schloss und Veste 1447 an seinen Schwager Peter Rieter. Während des Städtekriegs und des Ersten und des Zweiten Markgrafenkrieges wurde Kornburg teilweise schwer beschädigt, im Dreißigjährigen Krieg durch die Truppen Wallensteins fast vollständig zerstört und die Bevölkerung bis auf wenige Überlebende ausgelöscht.
Gegen Ende des 18. Jahrhunderts bestand Kornburg aus 76 Anwesen. Das Hochgericht sowie die Dorf- und Gemeindeherrschaft und Grundherrschaft über alle Anwesen übte das brandenburg-ansbachische Richteramt Kornburg aus. Grundherren waren
- das Richteramt Kornburg: 51 Anwesen (8 Halbhöfe, 1 Halbhof mit Tafernwirtschaft, 7 Gütlein, 1 Tafernwirtschaft, 4 Zapfenwirtschaften, 18 Häuser, 9 Leerhäuser, 1 Badhaus, 2 Schmieden);
- die Reichsstadt Nürnberg 24 Anwesen (Rieter’sche Stiftungsverwaltung Kornburg: 1 Schloss, 1 Gut mit Gastwirtschaft, 1 Köblergut, 4 Gütlein, 7 Häuser, 7 Leerhäuser; das Waldamt Laurenzi: 3 Gütlein);
- die Herren von Egloffstein: 1 Wildmeistereihaus.

Das Amtsknechthaus und ein Wildmeistereihaus unterstanden dem Fürstentum Ansbach direkt. Die Schule und das Hirtenhaus gehörten der Kommune, die Pfarrkirche und der Pfarrhof gehörten der Kirche. Es gab 69 Untertansfamilien, von denen 54 ansbachisch waren.
Von 1797 bis 1808 unterstand Kornburg dem Justiz- und Kammeramt Schwabach. 1806 kam der Ort an das Königreich Bayern. Mit dem Gemeindeedikt wurde 1808 der Steuerdistrikt Kornburg gebildet. 1818 entstand die Ruralgemeinde Kornburg. Sie war in Verwaltung und Gerichtsbarkeit dem Landgericht Schwabach zugeordnet und in der Finanzverwaltung dem Rentamt Schwabach (1919 in Finanzamt Schwabach umbenannt). In der freiwilligen Gerichtsbarkeit unterstanden die Anwesen der Rieter’schen Stiftungsverwaltung Kornburg bis 1848 dem Patrimonialgericht Kornburg. Ab 1862 gehörte Kornburg zum Bezirksamt Schwabach (1939 in Landkreis Schwabach umbenannt). Die Gerichtsbarkeit blieb beim Landgericht Schwabach (1879 in Amtsgericht Schwabach umbenannt). Die Gemeinde hatte eine Gebietsfläche von 4,319 km².
Während des Zweiten Weltkriegs hatten die Einwohner Kornburgs Glück im Unglück, denn die Ortschaft wurde nicht von Fliegerbomben getroffen und blieb völlig unzerstört. Auch bei der Einnahme durch die amerikanischen Truppen wurde Kornburg nicht beschossen, da Bürgermeister Friedrich Meßthaler entgegen den sinnlosen Befehlen der Militärregierung alle Panzersperren beseitigen ließ und die Ortschaft kampflos an die US-Truppen übergab.
Im Rahmen der Gebietsreform in Bayern wurde Kornburg am 1. Juli 1972 nach Nürnberg (Stadtbezirk 7 – Außenstadt Süd) eingemeindet. Heute bilden Kornburg und Worzeldorf (mit Kloster Pillenreuth) den mit 1909,39 Hektar flächenmäßig größten Statistischen Bezirk 49.

### Einwohnerentwicklung
| Jahr      | 1818   | 1840   | 1852   | 1855   | 1861   | 1867   | 1871   | 1875   | 1880   | 1885   | 1890   | 1895   | 1900   | 1905   | 1910   | 1919   | 1925   | 1933   | 1939   | 1946   | 1950   | 1952   | 1961  | 1970   | 1987   | 2005   |
| Einwohner | 593    | 716    | 765    | 703    | 693    | 672    | 686    | 696    | 712    | 703    | 742    | 726    | 699    | 666    | 616    | 597    | 584    | 615    | 652    | 870    | 882    | 875    | 954   | 1584   | 2814   | 3474   |
| Häuser    | 85     | 96     |        |        |        |        | 97     |        |        | 102    | 102    |        | 101    |        |        |        | 104    |        |        |        | 120    |        | 172   |        | 674    |        |
| Quelle    | [ 13 ] | [ 14 ] | [ 15 ] | [ 15 ] | [ 16 ] | [ 17 ] | [ 18 ] | [ 19 ] | [ 20 ] | [ 21 ] | [ 22 ] | [ 15 ] | [ 23 ] | [ 15 ] | [ 24 ] | [ 15 ] | [ 25 ] | [ 15 ] | [ 15 ] | [ 15 ] | [ 26 ] | [ 15 ] | [ 9 ] | [ 27 ] | [ 28 ] | [ 29 ] |

### Ehemalige Ortsvorsteher 1818–1869
1818–1823 Seibold, 1823–1833 Maurer, 1833–1839 Vitztum, 1839–1843 Weiß, 1843–1852 Rascher, 1852–1869 Beppler

### Ehemalige Bürgermeister 1869–1972
1869–1871 Schwab, 1871–1876 Maurer, 1876–1882 Erlbacher, 1882–1894 Maurer, 1894–1900 Stefan Meßthaler, 1900–1914 Johann Meßthaler, 1914–1928 Erlbacher, 1928–1938 Stocker, 1938–1943 Johann Mandel, 1943–1945 Friedrich Meßthaler, ?–1948 Rascher, 1948–1972 Christoph Dotzauer

### Ortssprecher von Kornburg 1985–2008
Nach der Bayerischen Gemeindeordnung kann in ehemals selbständigen, 1972 eingemeindeten Stadtteilen, die nicht durch einen Stadtrat im Stadtrat von Nürnberg vertreten sind, ein Ortssprecher gewählt werden. Diese Wahl erfolgt in einer eigens dafür einberufenen Bürgerversammlung, aus deren Mitte der Ortssprecher gewählt wird. Die Amtszeit ist identisch mit der des Nürnberger Stadtrats.
Bei der ersten Ortssprecherwahl im Februar 1985 wurde Stefan Kunz zum ersten Ortssprecher Kornburgs gewählt. Bis zum 30. April 2008 nahm Kunz dieses Amt wahr, da er bei den Ortssprecherwahlen in den Jahren 1990, 1996 und 2002 immer wieder mit großer Mehrheit in dieses Amt gewählt wurde. Vorher war Kunz von 1978 bis 1984 Mitglied des Ortsbeirates in Kornburg.
Nach nahezu 30 Jahren kommunalpolitischen Wirkens hatte Stefan Kunz angekündigt, nicht mehr für den Nürnberger Stadtrat und als Ortssprecher zu kandidieren.
Da mit Harald Dix zum 1. Mai 2008 ein Kornburger Bürger als direkter Vertreter in den Nürnberger Stadtrat gewählt wurde, gibt es entsprechend der Bayerischen Gemeindeordnung in der Stadtratsperiode von 2008 bis 2014 keinen Ortssprecher in Kornburg. Harald Dix wurde bei den Kommunalwahlen im März 2014 sowie 2020 erneut zum Mitglied des Nürnberger Stadtrats gewählt.
Stefan Kunz ist seit fast vierzig Jahren ehrenamtlich in verschiedenen Funktionen engagiert, u. a. auch seit über 30 Jahren Vorstandsmitglied und seit mehr als 20 Jahren Vorsitzender des VdK-Ortsverbandes Kornburg-Worzeldorf. In Anerkennung seiner vielen ehrenamtlichen Verdienste wurde er am 12. Dezember 2014 mit dem Ehrenzeichen des Bayerischen Ministerpräsidenten ausgezeichnet.

### Gerichtssiegel und Wappen
Das Gerichtssiegel des Kornburger Richteramtes von 1347 bis 1972 und das Dienstsiegel des selbständigen Marktes Kornburg zeigte im roten Feld drei braune Berge. Aus jedem Berg sprießt eine Kornähre (vielleicht als Bestimmungswort des Ortsnamens). Auf dem höheren Berg steht die Kornburger Burg in ihrer ursprünglichen Form, oben mit zwei Erkern gestaltet. Auf den Turmspitzen weht die schwarz-weiße Flagge der Zollern. Seit der Eingemeindung wird das Wappen vom Ortssprecher und einigen Kornburger Vereinen verwendet.

## Kirchengemeinden

### Evangelisch-Lutherisch

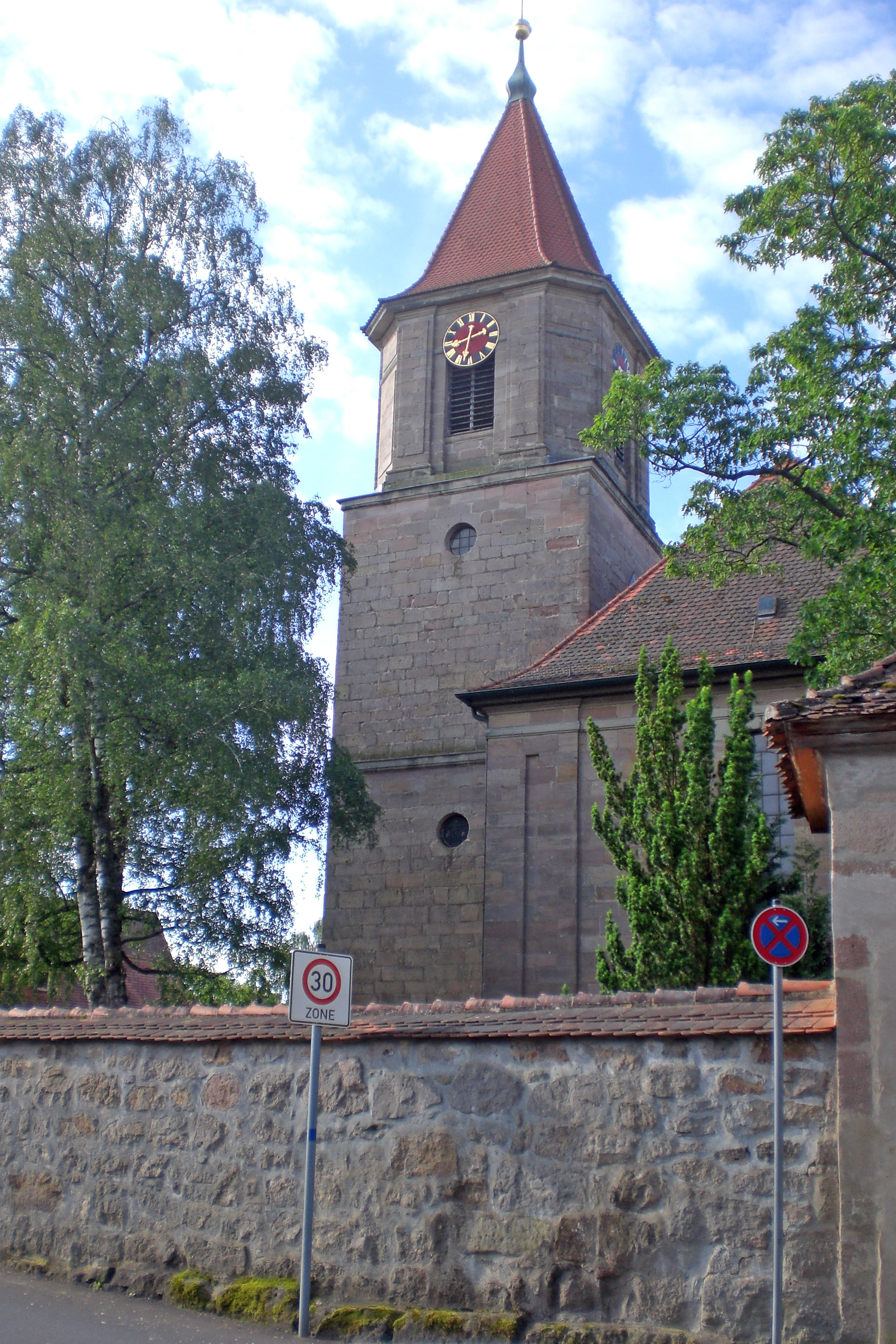
Die evangelische St.-Nikolaus-Kirche (2024)

Kornburg hat eine evangelisch-lutherische Kirchengemeinde, deren größte Kirche die St.-Nikolaus-Kirche in Kornburg ist.
Ursprünglich wurde 1345 die Kapelle St. Nikolaus erbaut. Die gotische Wehrkirche mit Friedhofsbefestigung wurde um 1425 auf den Grundmauern der abgerissenen Kapelle errichtet. 1632, im Dreißigjährigen Krieg, wurde sie zerstört und 1740 als typische Markgrafenkirche durch eine Stiftung der Rieter von Kornburg wieder aufgebaut.
Vormals wurde die Pfarrei aufgrund einer Stiftung der Gräfin Anna von Nassau († 1353) gegründet und gehörte zum Altdorfer Kirchensatz, den der Pfalzgraf und spätere König Ruprecht der 1386 gegründeten Universität Heidelberg gestiftet hatte. 1526 erwarb die Reichsstadt Nürnberg das Patronat über Kornburg von der Universität Heidelberg. Visitationsberichte aus dem Jahr 1528 bezeugen Konrad Löffler als ersten evangelischen Pfarrer in Kornburg. Obwohl die Landeshoheit in Kornburg zwischen Nürnberg und dem Fürstentum Ansbach strittig war, gehörte die Pfarrei seit 1556 zum markgräflichen Dekanat Schwabach und wurde auch dem 1810 gegründeten bayerischen Dekanat Schwabach eingegliedert, dem sie heute noch angehört. Zum Gemeindegebiet gehören auch die Wendelsteiner Ortsteile Kleinschwarzenlohe mit der Allerheiligenkirche sowie Neuses.

### Katholisch

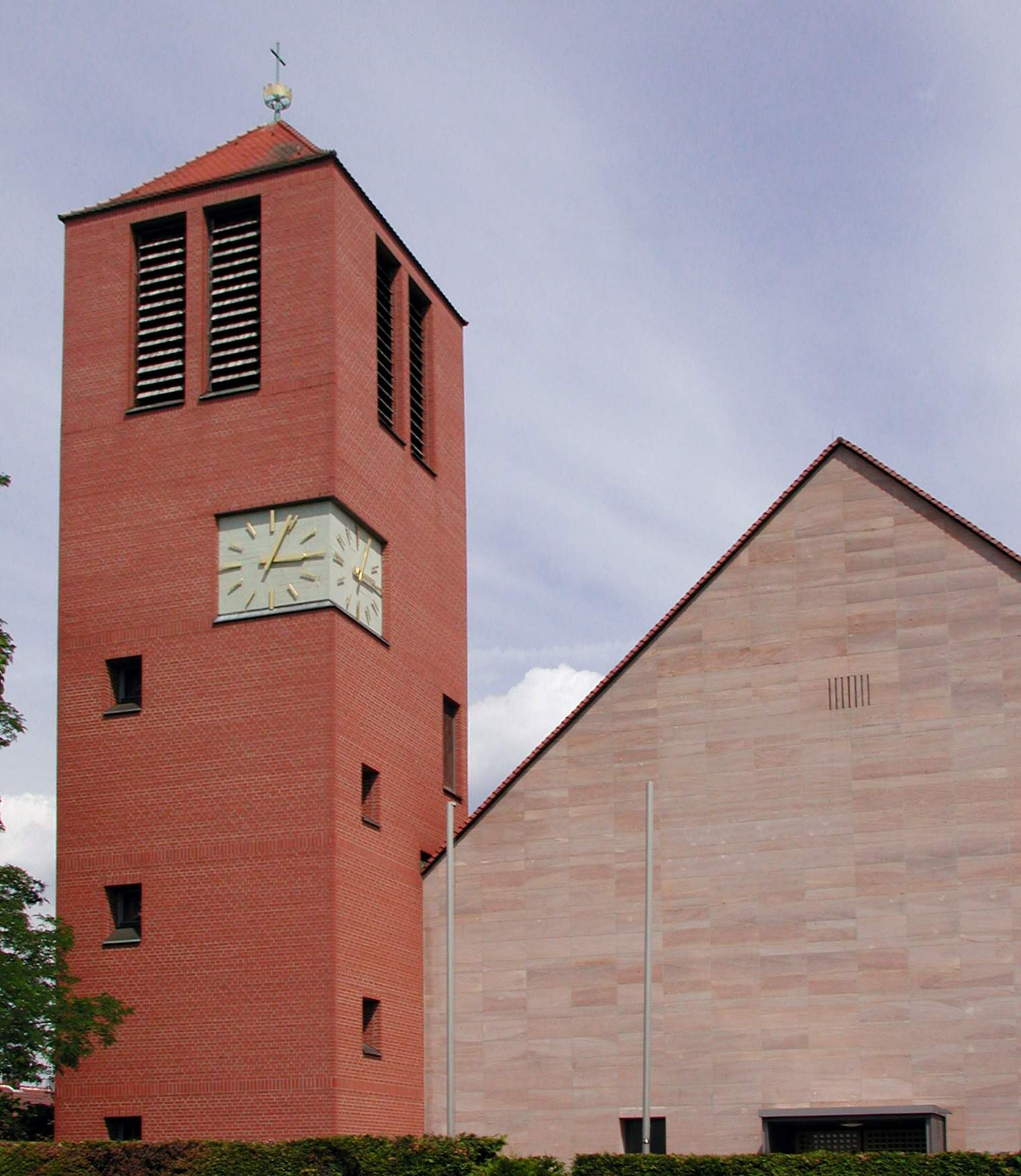
Die katholische Kirche Maria-Königin

Die katholische Kirchengemeinde Maria-Königin gehört zum Bistum Eichstätt, wurde 1969 zur Pfarrei erhoben und von der Pfarrei St. Nikolaus in Wendelstein abgetrennt. Eine Notkirche existierte in Kornburg seit 1945 unter dem Patrozinium St. Achahildis. Die heutige Kirche in der Seckendorfstraße, von Winfried und Peter Leonhardt, wurde 1959 geweiht.

## Veranstaltungen
Jedes Jahr am ersten Sonntag im Juli ist Kärwa in Kornburg. Im Ortszentrum und den umliegenden Wirtschaften gibt es vier Tage lang ein buntes Treiben. Am Kärwa-Samstag findet seit einigen Jahren wieder ein kleiner Kirchweihumzug, mit anschließendem Aufstellen des Kärwabaumes durch die Kornburger Kärwaboum und -Madla, statt.
Im jährlichen Wechsel findet ein Weihnachtsmarkt oder ein Bürgerfest statt und das Ortszentrum wird von dem jeweiligen Anlass entsprechenden Buden gesäumt. Beim Weihnachtsmarkt hält auch regelmäßig das Nürnberger Christkind eine Ansprache.

## Sehenswürdigkeiten

### Müller-Vargeth’sches Freihaus/Serz’sches Schloss

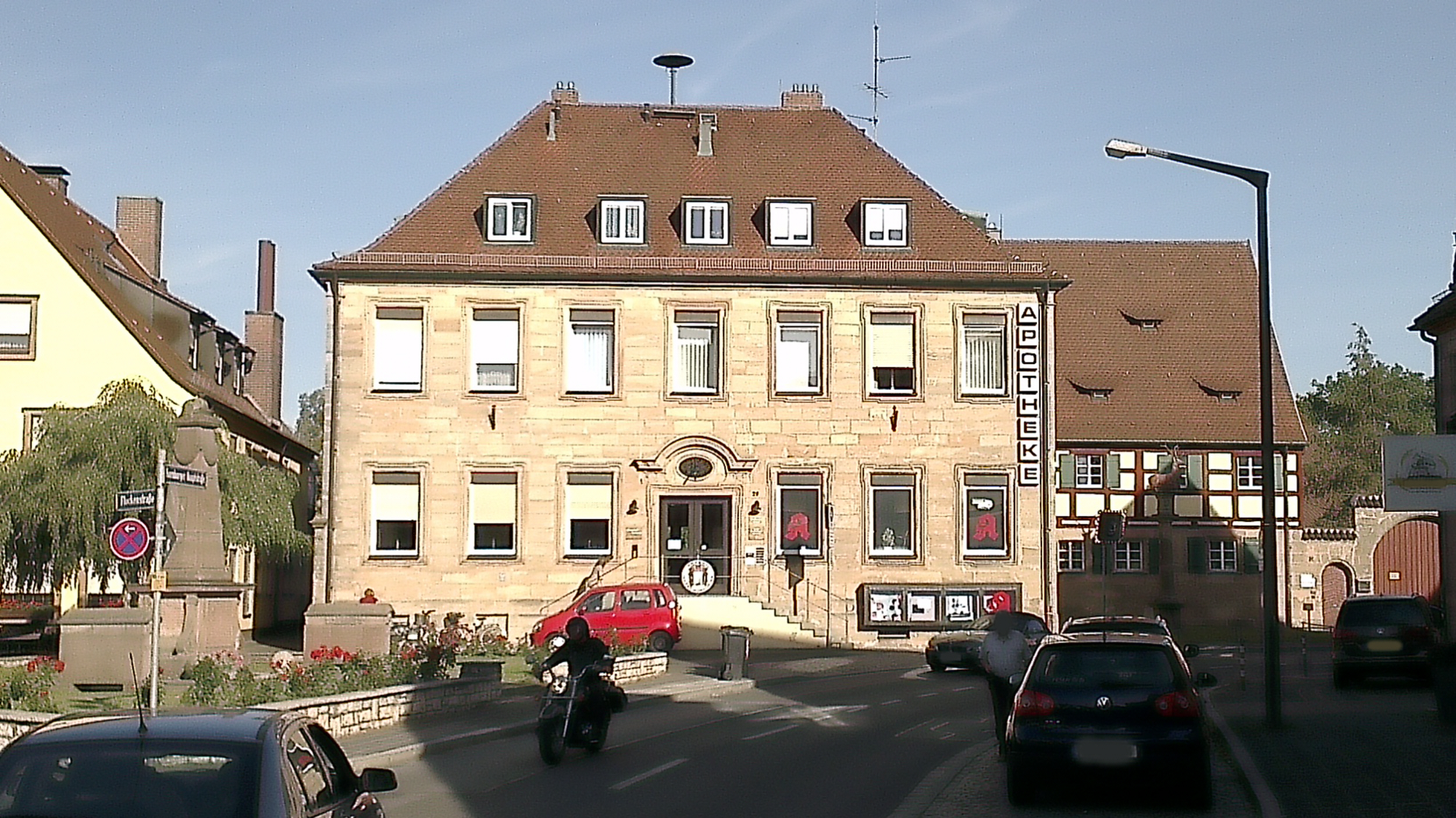
Müller-Vargethsches Freihaus

Der Herrensitz (Kornburger Hauptstraße 29) wurde 1731 durch den Nürnberger Kaufmann Müller erbaut und 1744 vom Nürnberger Handelsmann Johann Christoph Vargeth erworben (In dessen Nürnberger Anwesen, Johannisstraße 21, hat 1730 König Friedrich Wilhelm mit seinem Sohn, später der Alte Fritz genannt, Quartier bezogen). Nach 1750 wurde auf dem Anwesen das Gasthaus „Zum goldenen Schwan“ eingerichtet. 1770 kauften die Holzschuher von Harrlach das Anwesen. Nach dem Tod Christoph Johann Sigmund Holzschuhers wurde es von den Edlen von Serz erworben und das Herrenhaus wurde „Serzsches Schloss“ genannt. Während des Kanalbaus wurde das Gebäude als Lazarett genutzt. Die Gemeinde Kornburg kaufte das Schloss 1885, um es zu einem Schulhaus umzubauen. Später fand das Gebäude Verwendung als Rathaus und seit 1970 wird es als Gemeindezentrum mit Bürgertreff, Apotheke und Arztpraxen genutzt. Die Ähnlichkeit mit dem Seckendorffschen Freihaus ist nicht zufällig, da der ursprüngliche Bauherr, Tobias Gottlieb Müller, die Pläne des benachbarten Herrenhauses verwendete. Viele Stuckarbeiten und Ausstattungen sind späteren, oftmals missglückten, Renovierungsarbeiten zum Opfer gefallen.

### Heimatmuseum

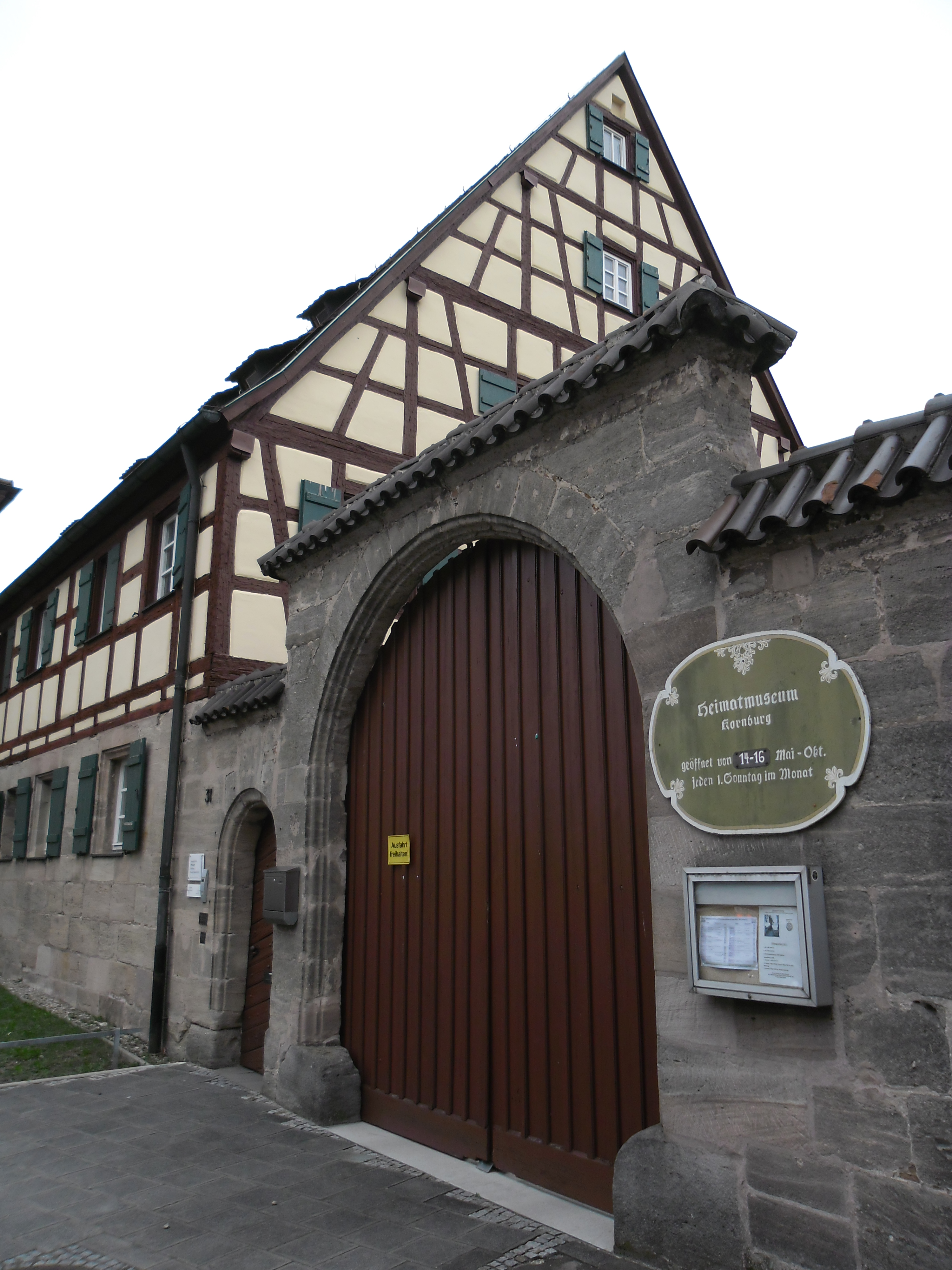
Heimatmuseum Kornburg

Das 1958 von Pfarrer Gottlieb Geiß gegründete Heimatmuseum beherbergte viele Exponate zur Ortsgeschichte, historische Schriftstücke und Urkunden, Waffen, alte Bibeln und Gebetbücher, Münzen, Hausrat und Werkzeuge, Uhren, Kinderspielzeug, eine Pfeifen- und Schnupftabakkollektion sowie Gerätschaften der früheren Feuerwehren. Des Weiteren befanden sich 60 Bilder des Malers Heinrich Nüßlein im Haus. Es befand sich direkt neben dem Müller-Vargeth'sches Freihaus und hatte von Mai bis Oktober jeden ersten Sonntag im Monat geöffnet. Da für einen nötigen Umbau, eine Katalogisierung des Bestands sowie eine Neuausrichtung des Museums keine personellen und finanziellen Mittel zur Verfügung standen, wurde das Museum am 31. Dezember 2019 geschlossen.

### Rieterschloss

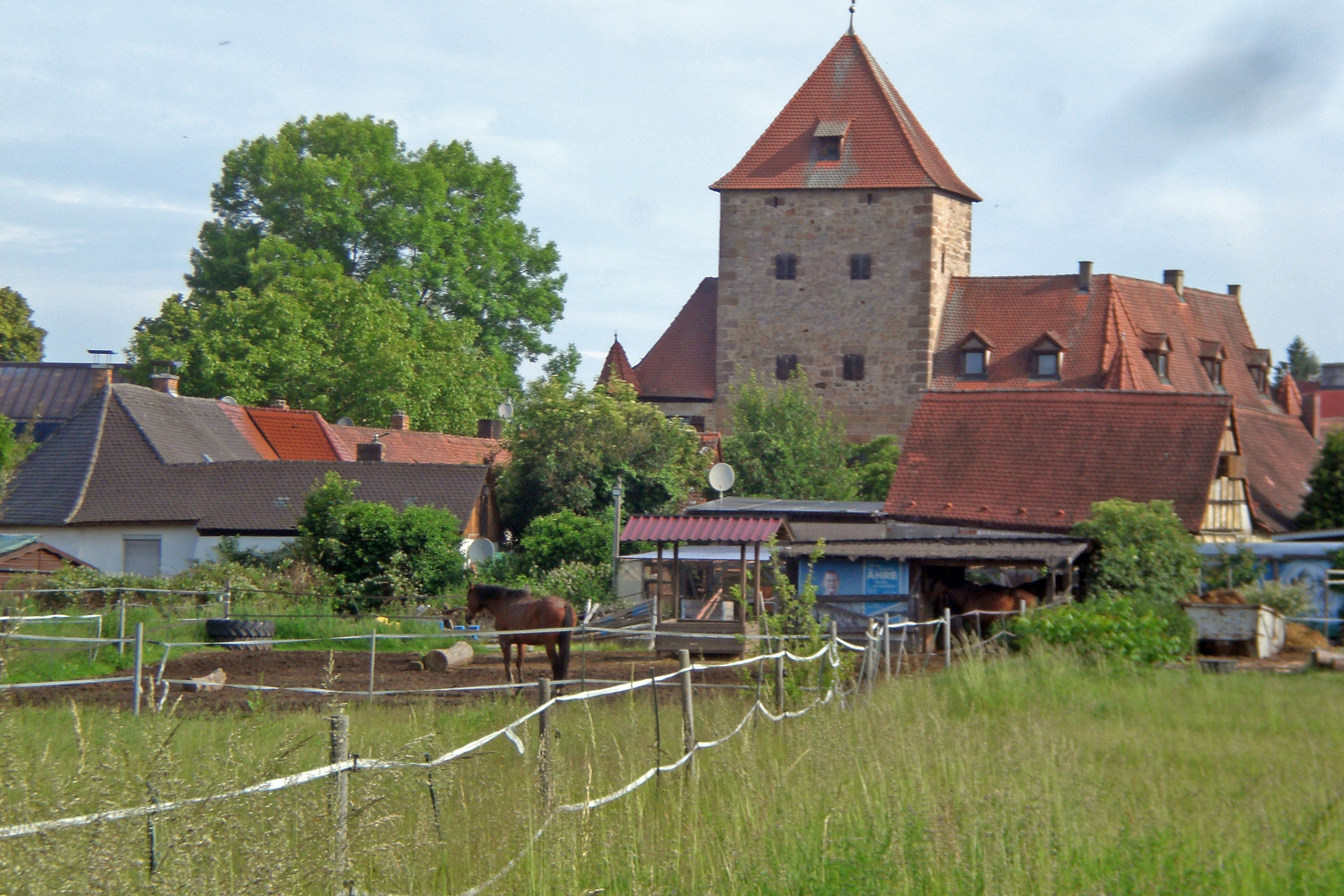
Das Kornburger Schloss (2024)

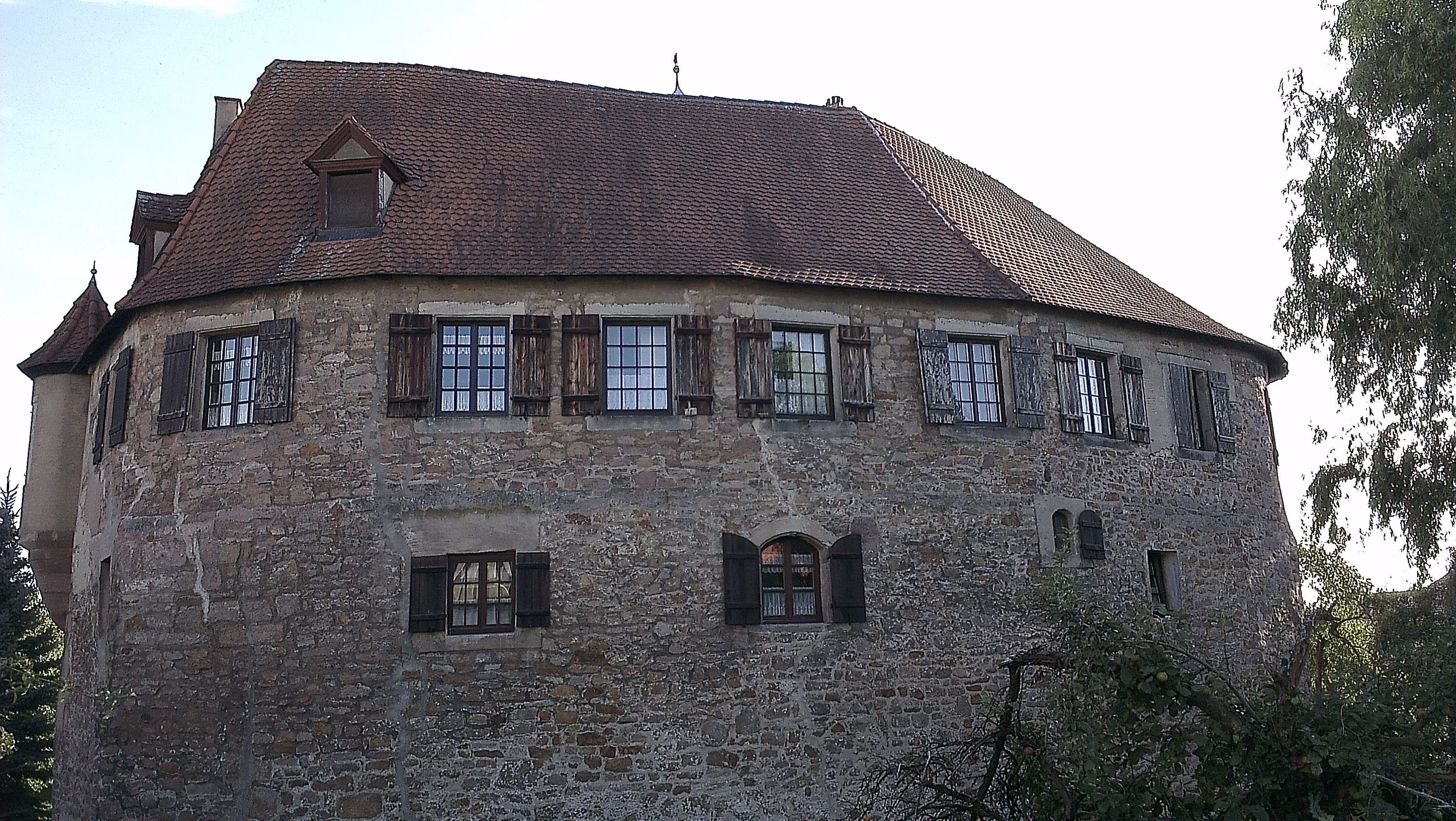
Nordseite

Unterschiedlichen Quellen zufolge soll das Rieterschloss (Im Schlosshof 2) erstmals 1288 vom Sohn des Konrad von Kornburg erbaut worden sein, oder bereits vor 1236, wenn man die Schenkungsurkunde an Konrad von Kornburg berücksichtigt, der sich nach ebendieser Burg benannt hat. Die fast ringförmig von einem Wassergraben (im Mittelalter, bzw. vor dem Bau der modernen Kanalisation, war der Graben, aufgrund des hohen Grundwasserstandes, noch mit Wasser gefüllt) umgebenen Gebäude umschließen einen rechteckigen Innenhof. Der Turm schützte den Eingang mit der Zugbrücke auf der Südseite. Vor den Toren des Schlosses befindet sich ein Wirtschaftshof. Im Ostflügel des südlich des Schlosses gelegenen, vollständig umbauten, Wirtschaftshofes wohnten die Amtsboten, Vogler, Gärtner und Tagelöhner. Die Remisen und Stallungen waren ehemals im Westflügel untergebracht. Im angeschlossenen Schlossgarten befand sich ein reicher Baumbestand, ein Sommerhaus und der Burghof. Zur Ortschaft hin öffnete sich die Gesamtanlage durch das äußere Tor, dem Vallettor (Vallet=Abschied).
Im Jahr 1299 kamen die Burg, der Ort und das Gericht als Reichspfandschaft an Graf Emicho von Nassau und dann 1364 durch Verkauf an die Burggrafen. 1347 regelte ein Vergleich zwischen Anna Gräfin von Nassau, ihrem Sohn Emicho dem Jüngeren und dem Ritter Heinrich von Kornburg die Besitzverhältnisse. Im Städtekrieg von 1388 wurde die Burg von den Nürnberger Truppen niedergebrannt und unter Stephan von Kornburg bald darauf wiederaufgebaut. Nach dem Aussterben der männlichen Linie „derer von Kornburg“ im Jahre 1404 kam es zu einem Erbschaftsstreit, nach dessen Schlichtung 1405 die Besitzungen an die Witwe Katharina von Hohenfels (geborene von Kornburg) fielen. Im selben Jahr wurde sie auch von König Ruprecht mit der Kornburg belehnt. 1422 vererbte sie die Burg ihrer Tochter Anna, die mit Hans von Seckendorff zu Dettelsau verheiratet war. Von Anna von Seckendorff ging sie dann vor 1445 an ihren Sohn Georg von Seckendorff zu Dettelsau, der sich seither zu Kornburg nannte. Wegen der Nutzung der Kornburger Steinbrüche geriet er mit der Reichsstadt Nürnberg in Streit, der 1446 sogar vor dem königlichen Hof ausgetragen wurde. Seckendorff, der wohl ewigen Ärger mit Nürnberg voraussah, verkaufte 1447 die ererbten Reichslehen, darunter auch die berühmten Sandsteinbrüche, an den Nürnberger Patrizier Peter Rieter, der in zweiter Ehe mit seiner Tante, Barbara von Seckendorff, verheiratet war. Im Ersten Markgrafenkrieg von 1449 zerstörten die Truppen von Albrecht Achilles die Kornburg und Peter Rieter ließ sie wieder aufbauen. 1450 übergab Peter Rieter seinen Kornburger Besitz der von ihm gegründeten Rieterschen Familienstiftung. Nach dem Erlöschen der Kornburger Linie der Rieter wurde das Stiftungsgut Kornburg um 1502 unter Jörg Rieter von Bocksberg mit der Rieterschen Stiftung Kalbensteinberg vereinigt. Da Jörg Rieter bei Bad Mergentheim lebte, überließ er die Administration und Nutzung von 1517 bis 1585 gegen einen Jahreszins dem Nürnberger Heilig-Geist-Spital. Im Zweiten Markgrafenkrieg wurden 1552 die Burg und der Wirtschaftshof von den Truppen Albrecht Alcibiades gebrandschatzt und in den Jahren 1560–63 aus wirtschaftlichen Gründen eher provisorisch renoviert.
Da dem Administrator Hans Rieter von Kornburg die beengten Wohnverhältnisse im Wohnturm nicht mehr zusagten, ließ er 1607, zu seiner Hochzeit, den sogenannten langen Saal an der Ringmauer errichten. 1614 veranlasste er den Abriss eines Fachwerkgebäudes am Wohnturm und ließ an der Ringmauer ein massives Wohngebäude zwischen Wohnturm und Saal aufbauen. Auch die Vorburg ließ er weitgehend erneuern. Einer Modernisierung der Stallungen folgte um 1608 der Neubau zweier Scheunen und des Amtsknechtshauses und 1613 bis 1615 der Neu- oder weitgehende Umbau des Voithauses, eines Viehstalls mit Personalwohnung, einer Wagenremise sowie eines Backhauses.
Während der Belagerung Nürnbergs durch die Soldaten Wallensteins, die im September 1632 kurz vor dem Abzug aus ihrem Lager an der Alten Veste bei Fürth die Ortschaften auch des südlichen Nürnberger Umlands systematisch niederbrannten, wurden die baulichen Anstrengungen der Familie Rieter weitgehend zunichtegemacht. Alten Aufzeichnungen zufolge wurden in Kornburg insgesamt 83 aus- oder niedergebrannte Gebäude registriert, darunter die Pfarrkirche und das Rieterschloss. Nach Aktenlage des Waldamtes wurde 1682 eine größere Baumaßnahme begonnen. Mit 215 Stämmen Bauholz sollten 1682/83 die Dachwerke der Gebäude in Stand gesetzt werden.
Da sich der Baustil im Laufe der Zeit änderte, wurde das Gebäude nach den verschiedenen Kriegszerstörungen erst als Wasserburg, später als Wasserschloss wieder aufgebaut. Der letzte Neubau wurde 1686 abgeschlossen. Aus dem Jahre 1686 stammt auch das über dem Eingangsportal angebrachte Allianzwappen des Paul Albrecht Rieter von Kornburg und seiner Gemahlin, einer geborenen Löffelholz, das heute noch erhalten ist.
Mit dem Tod von Johann Albrecht Andreas Rieter von Kornburg 1753 starb das Geschlecht aus. Gemäß Satzung der Rieter-Stiftung aus dem 15. Jahrhundert und entgegen dem anderslautenden Testament des letzten Rieter fiel das Vermögen dem Heilig-Geist-Spital zu. Aufgrund der Proteste des Ritterkantons Altmühl und des nachfolgenden Rechtsstreits behielt dieser den Erlös aus der Besteuerung der Güter. Im Gegenzug wurde jeweils ein Mitglied des Nürnberger Rates als Administrator bestellt, der bei der Ritterschaft immatrikuliert wurde. Die Administratoren wurden ausnahmslos von den Haller von Hallerstein gestellt: bis 1763 Burkhard Albrecht, bis 1792 Christoph Joachim und bis 1807 dessen Sohn Johann Sigmund Christoph Joachim Haller von Hallerstein. Die beiden Letztgenannten verbrachten häufig den Sommer im Schloss Kornburg. Die Spitalverwaltung bezog zwar die Renten des Ritterguts, sparte aber am Bauunterhalt der alten Wasserburg.
Der Schlossbesitz wurde bis 1812 von der Stiftungsadministration verwaltet und dann an den Amtsdiener und Pächter des Schlossbauernhofes, Hürrlein, verkauft. Aufgrund finanzieller Schwierigkeiten musste dieser den Besitz aufteilen. Wegen ungenügender Instandhaltung und Zerstörungen durch Militäreinquartierungen während der Napoleonischen Kriege verfiel das Schloss zusehends, was 1817 zum teilweisen Einsturz des Bergfriedes führte. 1838 war in dem Gebäude eine Papier- und Tapetenfabrik, dann eine Tabakspinnerei untergebracht. Seit 1851 diente es als Mietshaus für einkommensschwache Mieter.
Der Nürnberger Antiquitäten- und Kunsthändler und Maler, Heinrich Nüßlein (1879–1947), ersteigerte das Schloss, ließ es 1922–27, sehr frei rekonstruierend, renovieren und den Bergfried wieder errichten, um der Anlage wieder ihr altes Erscheinungsbild zu verschaffen. Große Teile des angrenzenden Wohnflügels mit den runden Erkertürmchen sowie die Hoffassaden wurden erneuert. Die historisierende Galerie mit Freitreppe entstammt diesem Umbau. Ein nördlich angebrachter Dacherker mit polygonalem Dach, Pilastern und Schnitzereien aus dem 16.–17. Jahrhundert wurde wahrscheinlich erst um 1925 von unbekannter Stelle hierher geschafft und eingesetzt. Der Bauherr, der sich nicht scheute, auch die historischen Innenräume umzugestalten, nutzte sie für Gemäldeausstellungen. Die Anlage wurde damals auch als „Schloss der tausend Bilder“ bezeichnet. Nach dem Tod von Nüßlein übernahm das Artistenehepaar Mehling das Schloss und verkaufte es 1954 an Frau Ida Volkert. Seit 1981 ist ihr Enkel, Alfred Kraus, der Eigentümer des Anwesens. Er vermietet einige der Räume als Ferienwohnungen.

### Seckendorff’sches Schloss/Seckendorff-Egloffstein’sches Freihaus

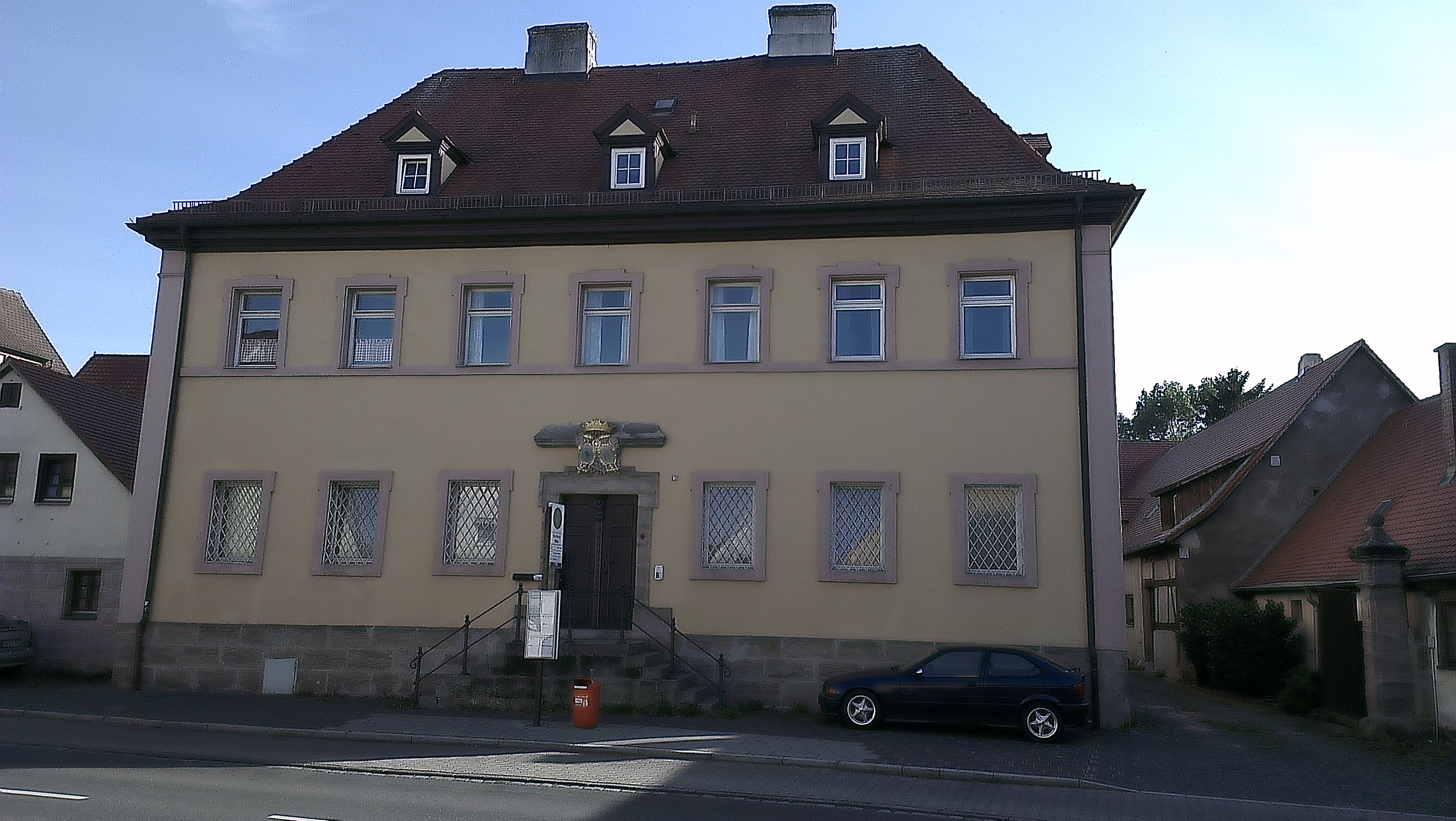
Seckendorff-Egloffsteinsches Freihaus

Der Herrensitz (Kornburger Hauptstraße 16) wurde 1709 als Witwensitz für Sofie Rieter erbaut, kam durch Heirat 1720 an die Freiherren von Seckendorff und 1774 an die Freiherren von Egloffstein. Deren Allianz-Wappen ist über dem Haupteingang zu sehen. 1800 mussten die Egloffstein das Freihaus aus finanziellen Gründen an Privatleute verkaufen und erwarben es 1830 wieder zurück. 1831 kaufte es der Hersbrucker Bauernsohn Georg Seitz und eröffnete es als Gasthaus „Roter Ochse“. 1851 erwarb es die Familie Meßthaler, die die Gastwirtschaft bis in die 1970er Jahre betrieb und das Gebäude bis heute mit großem Aufwand erhält. Im Inneren haben mehrere Stuckdecken, vor allem die reich gestaltete Decke des Saales, die Jahrhunderte überstanden.